# سباق الموت 3: الجحيم
سباق الموت 3: الجحيم (بالإنجليزية: Death Race Inferno 3)‏ هو فيلم حركة وخيال علمي تم انتاجه في الولايات المتحدة وصدر سنة 2013 بطولة لوك غوس وهو الجزء الثالث من سلسلة أفلام «سباق الموت».

## القصة
يحكي الفيلم حكاية الشرطي كارل لوكاس المدان بالقتل، والذي يعرف أيضا باسم فرانكنشتاين، حيث يسجن في سجن في غاية السوء، ومن أجل أن يحصل على حريته يضطر للدخول في سباق مرعب للسيارات.
فيخوض السباق من أجل شراء الحرية لنفسه ولفريقه والخروج من السجن، وهو يواجه معركة شرسة هذه المرة مع خصومه، قد تكلفه الكثير.
ويحارب لوكاس للحفاظ على نفسه وفريقه على قيد الحياة في سباق في صحراء كالاهاري الجهنمية في جنوب أفريقيا، وهناك قوى مؤئرة تعمل من وراء الكواليس لإفشال جهوده، والحاق الهزيمة به.

## وصلات خارجية
- سباق الموت 3: الجحيم على موقع IMDb (الإنجليزية)
- سباق الموت 3: الجحيم على موقع روتن توميتوز (الإنجليزية)
- سباق الموت 3: الجحيم على موقع نتفليكس (الإنجليزية)
- سباق الموت 3: الجحيم على موقع ألو سيني (الفرنسية)
- سباق الموت 3: الجحيم على موقع أول موفي (الإنجليزية)
- سباق الموت 3: الجحيم على موقع فيلمافينيتي (الإسبانية)
- سباق الموت 3: الجحيم على موقع قاعدة بيانات الفيلم (الإنجليزية)
- سباق الموت 3: الجحيم على موقع ليتربوكسد (الإنجليزية)
- سباق الموت 3: الجحيم على موقع كينوبويسك (الروسية)

سباق الموت 3: الجحيم على IMDb
سباق الموت 3: الجحيم على Rotten Tomatos